# Evaristo Madero Elizondo
José Evaristo Madero Elizondo (Hacienda de Rosales, Coahuila y Texas; 19 de septiembre de 1828 - Monterrey, Nuevo León; 6 de abril de 1911) fue un destacado militar, empresario y político mexicano que ocupó el cargo de gobernador del estado de Coahuila durante el porfiriato. Fue abuelo del prócer de la Revolución Mexicana Francisco I. Madero.

## Infancia
Nació en la Hacienda de Rosales, en el territorio de Coahuila y Texas, el 19 de septiembre de 1828, siendo el segundo de los 4 hijos (y único varón) de José Francisco Madero Gaxiola, alcalde mayor de Monclova y diputado del Congreso Constituyente del Estado de Coahuila, graduado de la Escuela de Minería de la Real y Pontificia Universidad de México, fundador de la hacienda algodonera de Palmira en San Pedro de las Colonias (Coahuila), y de Victoriana Elizondo García, (hija de Nicolás Elizondo, hermano del coronel realista Ignacio Elizondo, descendientes del capitán Francisco de Elizondo y Urdiñola, dueño de importantes minas en Mazapil). Su tío paterno, José Isidro Madero, siendo gobernador de Chihuahua, combatió la invasión comanche (1832 - 1834), incitada por filibusteros texanos.
Años atrás el padre y el abuelo materno de Evaristo habían deslindado, por encomienda del gobierno, las tierras nacionales; a la par de esto y de la fundación de pueblos y colonias, se habían hecho de tierras y ganados.
Evaristo fue enviado a estudiar a Saltillo, donde permaneció hasta 1841, cuando, con la pérdida del territorio coahuilense más allá del río Bravo en manos de los independentistas texanos, donde tenían importantes propiedades, se vio obligado a regresar y a administrar la hacienda de Palmira, herencia de su padre, quien había muerto anteriormente, ya que en diciembre de 1838, Samuel Houston, primer presidente de la República de Texas, estableció la frontera de esta en el Río Grande, despojando a la familia Madero de sus posesiones, deteriorando así su solvencia situación económica.

## Actividades comerciales y políticas
En 1847 Evaristo Madero se incorporó a una empresa de transportes encabezando un convoy que viajaba de Saltillo a San Antonio, Texas. Desde 1853 residió en Monterrey, donde estableció por su cuenta un servicio de carretas que circulaban entre Nuevo León, Coahuila y Texas. Su actividad como comerciante mayorista le permitió acumular una fortuna considerable.

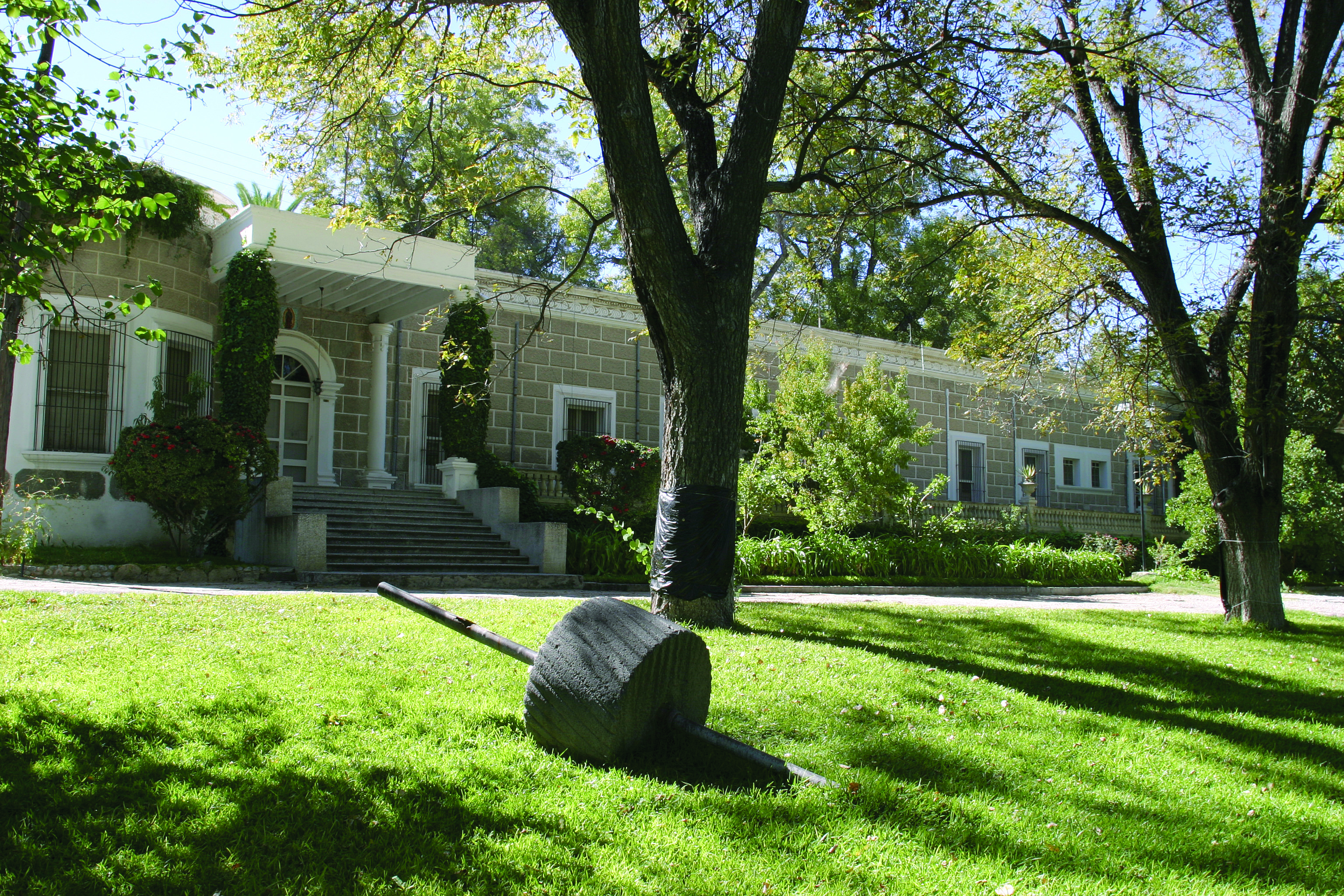
Hacienda del Rosario en Parras

Fue gran amigo de Santiago Vidaurri durante la época en que este fue gobernador de Nuevo León y decretó la anexión de Coahuila a ese estado (1856). Actuó como diputado Constituyente de 1857. Bajo las órdenes de Vidaurri, en 1858 combatió a las tropas del famoso general conservador Miguel Miramón en la Batalla de Ahualulco. El bando de Evaristo sufrió una derrota contundente. Años más tarde, distanciado de Vidaurri, se adhirió a Benito Juárez en su lucha contra la ocupación francesa. Durante esa participación obtuvo el grado de coronel. 
Al poco tiempo compró la hacienda El Rosario, en Parras, Coahuila, que incluía la fábrica textil La Estrella, en sociedad con su hijo Francisco y con Lorenzo González Treviño, esposo de su hija Pudenciana. Ahí se dedicó intensamente al cultivo del nogal. Poco tiempo después adquirió la hacienda de San Lorenzo, que ya era entonces famosa por sus viñedos. Por ello, Evaristo Madero hizo un viaje por Italia, Grecia, España, Portugal y Francia obteniendo las más ricas variedades de uvas; implantó avanzados sistemas de producción vitivinícola, contribuyendo así al avance de la industria vinícola en el norte del país.
Estableció también molinos de trigo en diversos puntos del país, desde el norte hasta Yucatán. A partir de 1870 expandió el cultivo del algodón, sobre todo en La Laguna, y modernizó los telares de La Estrella con maquinaria inglesa.

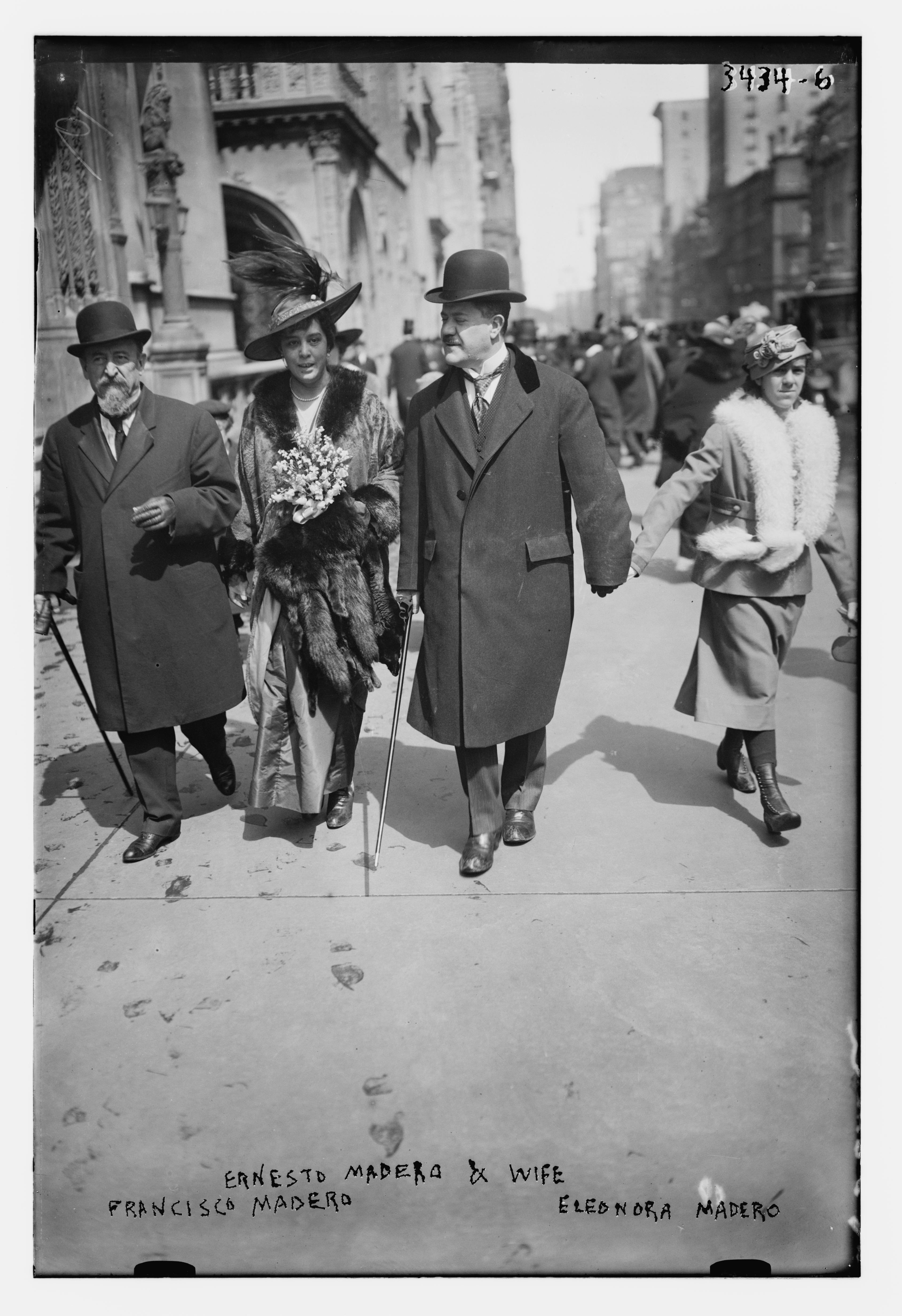
Sus hijos Francisco Madero Hernández y Ernesto Madero Farías (con su esposa e hija).

Según Mario Cerutti, llegó a controlar, de manera directa e indirecta más de 1,110,000 hectáreas de tierras en el norte de México, convirtiéndolo en uno de los mayores latifundistas del país. 
Invirtió de la mano de su cuñado Antonio V. Hernández, así como de Enrique C. Creel, Manuel Romero Rubio, y muchos otros.
Fue el principal accionista del Banco de Nuevo León (1892), participando asimismo en la fundación del Banco Mercantil de Monterrey (1899). A través de sus hijos, ejercía influencia en la Compañía Fundidora de Fierro y Acero de Monterrey, en la Compañía Fundidora y Afinadora, en la Fábrica de Vidrios y Cristales Monterrey, S.A., entre otras. 
De 1890 a 1908 sus empresas prosperaron notablemente:
- La Carbonífera de Sabinas.
- Los Molinos de Parras.
- La Compañía Explotadora Coahuilense (beneficiadora de guayule).
- La Metalúrgica de Torreón.
- El Banco de Nuevo León (fundado en 1902).

## Gobernador de Coahuila (1880 - 1884)
Evaristo Madero fue gobernador de Coahuila desde el 15 de diciembre de 1880 hasta el 1 de mayo de 1884, coincidiendo su período con la presidencia del general Manuel González Flores. 
Durante su administración realizó una trascendente labor impulsando el crecimiento económico: creó instituciones de crédito, estimuló la agricultura y apoyó la fundación y ampliación de empresas siderúrgicas y mineras; inició el ferrocarril de Lerdo a Piedras Negras; tendió las líneas telegráficas que comunicaron a Laredo, Patos, San Pedro, Viesca, Saltillo, Piedras Negras y Lampazos.

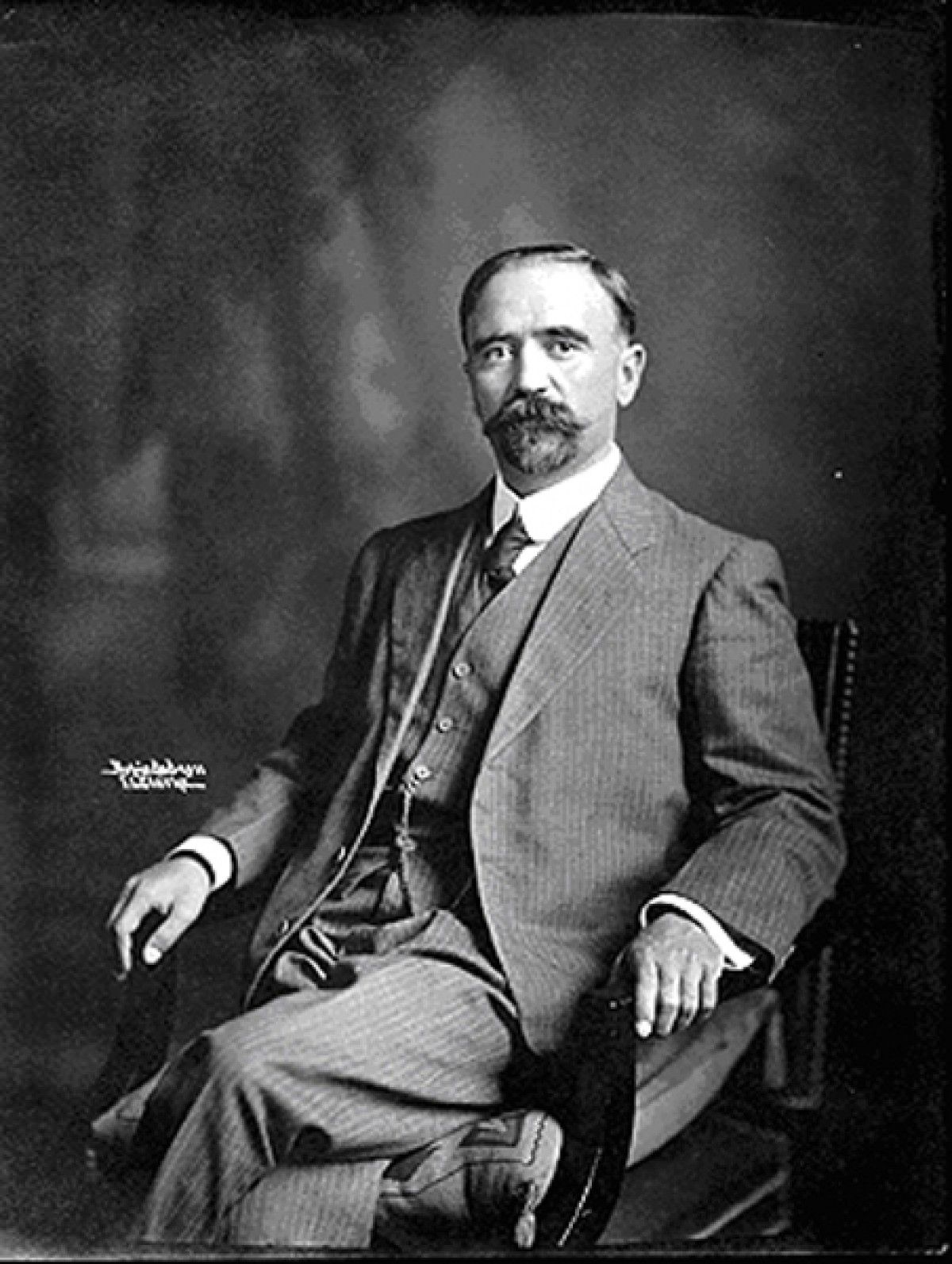
Su nieto Francisco I. Madero, presidente de México

Siendo un hombre letrado y de ideas liberales, Madero pensaba que el progreso material requería de la instrucción de todas las clases sociales, por ello, estableció planteles de educación primaria en todas las poblaciones en que no había e impulsó la educación superior en el Ateneo Fuente. Favoreció la constitución del Consejo de Salubridad en 1881. 
Mientras gobernaba afloró el viejo conflicto de límites con Durango; nombró como representantes de Coahuila en esta negociación a Genaro Raigosa y a Prisciliano María Díaz González, quienes no tuvieron mucho éxito; este desacuerdo no se resolvería cabalmente sino hasta 1905.
En su periodo de gobierno se promulgó la Constitución Política del Estado Libre y Sobrano de Coahuila de Zaragoza el 21 de febrero de 1882. Madero no aceptó ser candidato a la gubernatura por otro periodo de cuatro años debido a que Porfirio Díaz no aprobó su proyecto de poner en alquiler las tierras de propiedad estatal, lo que tenía por finalidad la creación de un fondo para sostener la instrucción pública gratuita.
Renunció al cargo antes de finalizar su periodo constitucional, el 1 de mayo de 1884, quedando Francisco de Paula Ramos como gobernador interino.

## Muerte
Don Evaristo Madero Elizondo falleció el 6 de abril de 1911, en Monterrey, Nuevo León, a pocos meses de la caída del régimen porfirista y de la subida al poder de su nieto Francisco I. Madero. Fue sepultado en Parras.

## Matrimonio y familia

### Primer matrimonio (con Rafaela Hernández Lombraña)
En 1847, Evaristo Madero de 19 años, contrajo matrimonio con doña María Rafaela Hernández Lombraña, de 16 años, media-hermana de Antonio V. Hernández, fundador del Banco Central Mexicano, hija de don Marcos Hernández Montalvo, jefe político del Río Grande, y de su primera esposa, doña María Antonia Lombraña y de León. Doña Rafaela falleció en 1870 a la edad de 38 años, tras haber tenido siete hijos: 
- Francisco Madero Hernández (11 de marzo de 1849 - 3 de septiembre de 1916) casado con Mercedes González Treviño, originaria de Monterrey, N.L. Procrearon 11 hijos, entre ellos:
  - Francisco I. Madero (30 de octubre de 1873 - 22 de febrero de 1913); iniciador de la Revolución Mexicana y presidente de México. Casó con Sara Pérez Romero (San Juan del Río, Querétaro), hija de Macario Pérez Romero y de Avelina Romero. Sin descendencia.
  - Gustavo A. Madero (16 de enero de 1875 - 19 de febrero de 1913); colaborador de su hermano Francisco. Casó con su prima hermana Carolina Villarreal Madero, hija del Lic. Viviano L. Villarreal, gobernador de Nuevo León, y de Carolina Madero Hernández (hermana de su padre). Con descendencia.
  - Emilio Alberto Madero González (8 de agosto de 1880 - 16 de enero de 1962); militar revolucionario de filiación villista.
    - Pablo Emilio Madero (3 de agosto de 1921 - 16 de marzo de 2007); presidente del Partido Acción Nacional (1984-1987) y candidato a la presidencia de la República por el PAN (1982) y por la Unión Nacional Opositora - PDM (1994).

  - Julio Madero González (6 de julio de 1886 - 5 de julio de 1946); militar revolucionario de filiación carrancista.
  - Raúl Madero González (16 de septiembre de 1888 - 8 de octubre de 1982); militar revolucionario de filiación villista, gobernador de los estados de Nuevo León (1915) y Coahuila (1957 - 1963). Casado con Dora González Sada.
    - Francisco José Madero González (16 de octubre de 1930 - 21 de febrero de 2013) gobernador interino de Coahuila en 1981.

  - Evaristo Madero González (14 de agosto de 1890 - 20 de diciembre de 1964); casado con Susana Porraz Abadie.
    - Evaristo Madero Porráz; casado con Consuelo Muñoz Terrazas.
      - Gustavo Madero Muñoz (16 de diciembre de 1955); casado con María Eugenia Falomir. Presidente del Senado de la República (2008-2009) y presidente del Partido Acción Nacional (2010-2014, reelecto en 2014)

- Mercedes Madero Hernández (30 de enero de 1876 - 28 de septiembre de 1953) casada con Antonio Genaro Canalizo Valdés

- Pudenciana Madero Hernández (1 de enero de 1851 - 12 de mayo de 1937), casada con Lorenzo González Treviño, hermano de Mercedes (madre del presidente Madero).
- Victoriana Madero Hernández (21 de abril de 1852 - 11 de enero de 1929), casada con Melchor Villarreal González, accionista de la Compañía Fundidora de Aceros de Monterrey, hermano del Lic. Viviano L. Villarreal, gobernador de Nuevo León, hijos de Lázaro Villarreal y Gutiérrez de Lara y de Ascensión González.
- Barbarita Madero Hernández (4 de diciembre de 1853 - 22 de diciembre de 1870), falleció a los 17 años de edad.
- Carolina Madero Hernández (22 de marzo de 1855 - 30 de enero de 1939); casada con el Lic. Viviano L. Villarreal, gobernador de Nuevo León, hijo de Lázaro Villarreal y Gutiérrez de Lara y de Ascensión González. Con descendencia.
- Rafaela Madero Hernández (22 de agosto de 1862 - 31 de octubre de 1877); fallecida a los 15 años de edad.
- Evaristo Madero Hernández (6 de septiembre de 1865 - 8 de enero de 1936); casado con Avelina Treviño Geneskle.

### Segundo matrimonio (con Manuela de Farías y Benavides)
En segundas nupcias se casó con doña Manuela Farías y Benavides, hija de don Juan Francisco Farías, fundador de la República del Río Grande, y de doña María de los Inocentes de Benavides y García-Dávila. De este segundo matrimonio hubo 11 hijos:
- Ernesto Madero Farías (12 de octubre de 1872 - 2 de febrero de 1958), secretario de Hacienda en los gabinetes de Francisco León de la Barra, y de su sobrino Francisco I. Madero, casado con Leonor Olivares Tapia. Con descendencia.
- Manuel Madero Farías (29 de noviembre de 1874 - 16 de marzo de 1965); casado en primeras nupcias con Delfina Garza Villarreal, hija de Marcelino Garza y Villarreal y de Delfina Villareal y González (hermana del Lic. Viviano L. Villarreal, gobernador de Nuevo León). con quien tuvo 5 hijos. Y tras la muerte de esta, volvió a contraer matrimonio, esta vez con Irene Garza Villalobos.
- José Madero Farías (18 de marzo de 1875 - 24 de junio de 1920); casado con su sobrina Magdalena Madero González, hermana del presidente Francisco I. Madero, hijos de Francisco Madero Hernández y Mercedes González Treviño.
- Barbara Madero Farías (7 de septiembre de 1876 - 24 de mayo de 1878); falleció a los 20 meses de edad.
- Salvador Madero Farías (31 de diciembre de 1877 - 17 de diciembre de 1957); casado con Concepción González Sada, hija de José González Treviño (hermano de Lorenzo y de Mercedes), y de Concepción Sada Muguerza.
- María Madero Farías (7 de mayo de 1879 - 14 de noviembre de 1911); casada con Rodolfo J. García González, hijo de Irineo García Chávarri, y de Juana González Treviño (hermana de Lorenzo, Mercedes y José). Falleció a la edad de 32 años.
- Alberto Madero Farías (29 de julio de 1880 - 11 de agosto de 1961); casado con Luz Zuloaga Irigoity, hija de Carlos Zuloaga y Cuilty, y de Felícitas Irigoity y Gómez del Campo.
- Barbara Madero Farías (1 de mayo de 1882 - 12 de enero de 1964);  u nombre fue en honor a una hermana del mismo nombre que falleció a los 20 meses de edad; casada con Rodolfo M. Garza Villarreal, hermano de Delfina Garza Villarreal (esposa de Manuel Madero Farías), hijos de Marcelino Garza y Villarreal y de Delfina Villareal y González (hermana del Lic. Viviano L. Villarreal, gobernador de Nuevo León). Con descendencia.
- Benjamín Madero Farías (6 de julio de 1884 - 11 de julio de 1974); casado con María Belden Gutiérrez.
- Daniel Madero Farías (14 de enero de 1886 - 5 de septiembre de 1935); casado con Nieves Muñoz Terrazas, hija de Jesús Muñoz Arregui, y de Adela Terrazas Cuilty (hermana de Juan y  Alberto Terrazas Cuilty, gobernador de Chihuahua).
- Manuela Madero Farías (25 de julio de 1887 - 13 de agosto del mismo año); falleció a los 19 días de nacida.

Los dos enlaces representaron un posicionamiento importante de la familia Madero en la sociedad del norte de México, lo que fue clave para establecer redes comerciales y políticas. 